# Iuri Abovian
Iuri Abovian   (Tbilisi, 1931) és un nedador georgià ja retirat, especialista en estil lliure, que va competir sota bandera de la Unió Soviètica durant la dècada de 1950.
En el seu palmarès destaca una medalla de bronze al Campionat d'Europa de natació de 1954. El 1955 guanyà el campionat nacional en els 400 metres lliures.